# Boulderweltcup

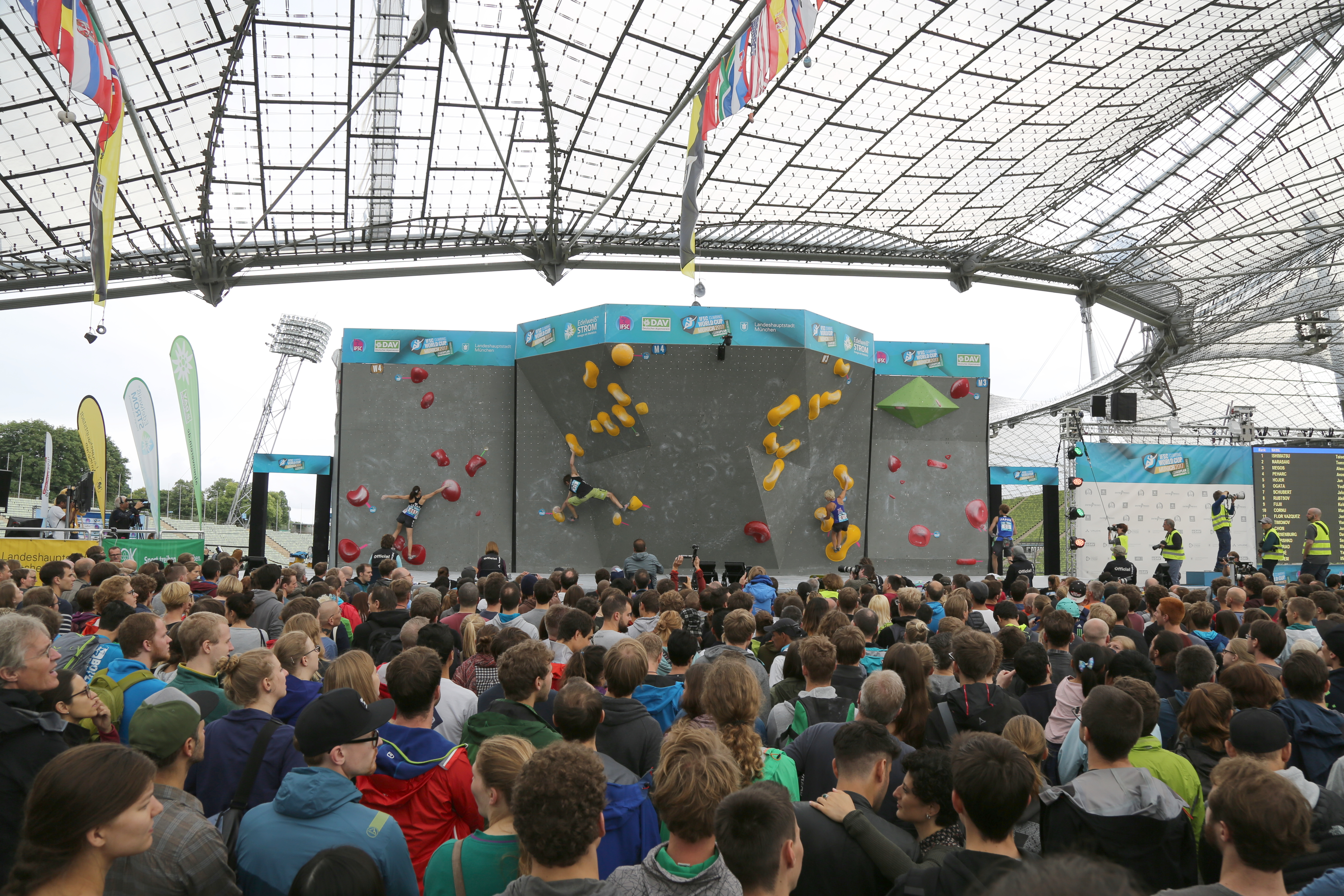
Boulderweltcup 2017 in München

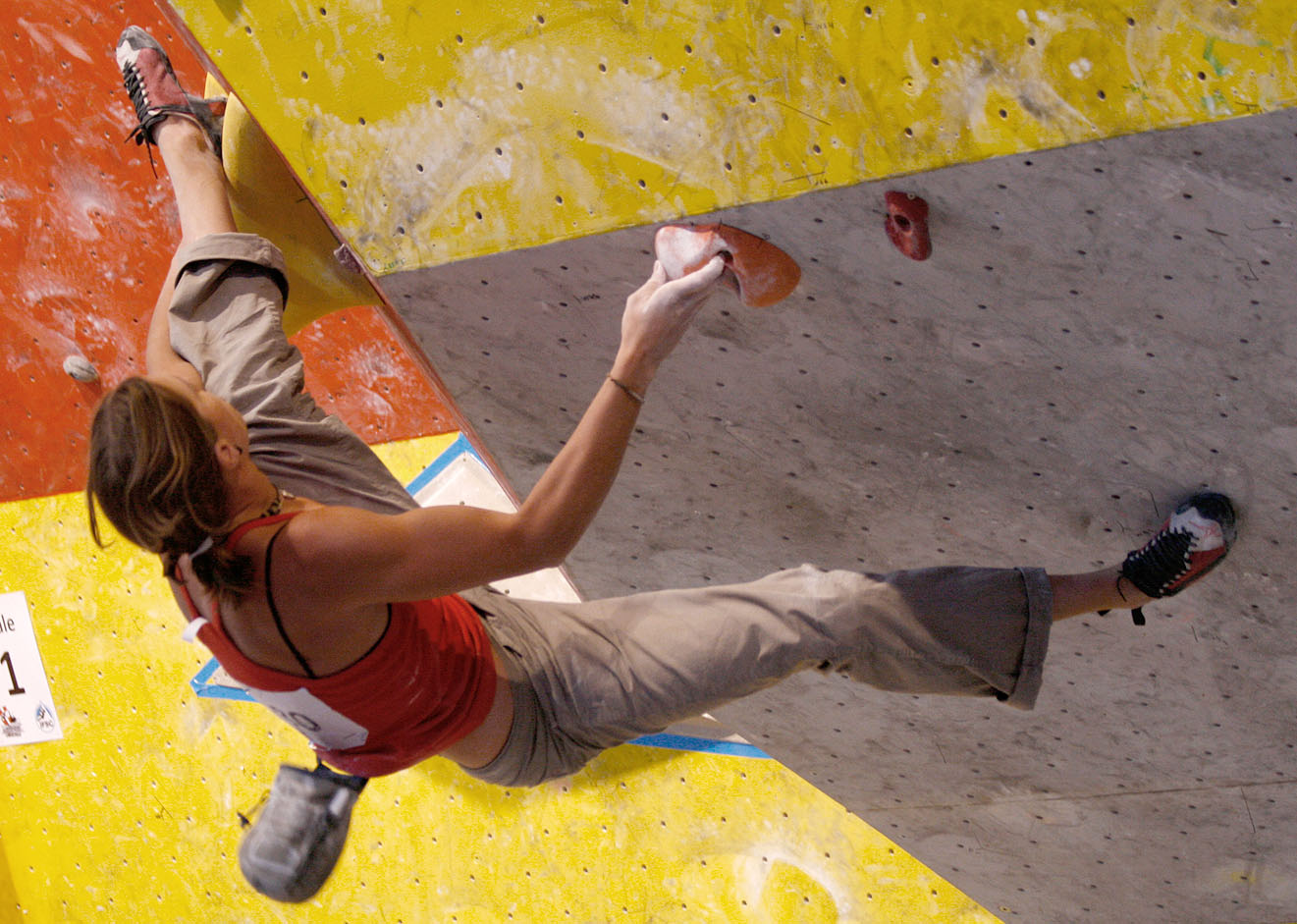
Chloé Graftiaux beim Boulderweltcup 2010 in Wien

Der Boulderweltcup ist die höchste internationale Wettkampfserie im Bouldern und wird seit 1998 ausgetragen. Sie ist Teil des IFSC Kletterweltcups.
Im ersten Jahr fand er noch unter dem Namen Top Rock Challenge statt. Ein regelmäßiger Austragungsort ist seit 2010 unter anderem auch München.
2019 nahmen in München 221 Sportler aus 37 Nationen teil. Der ursprünglich für den 23./24. Mai 2020 geplante Weltcup im Rahmen der vom Deutschen Alpenverein (DAV) ausgetragenen Munich Boulder Week im Olympia-Eissportzentrum musste wie die gesamte Boulder Week aufgrund der COVID-19-Pandemie in Deutschland abgesagt werden.